# Natalia Guimaraes
Natália Aparecida Guimarães (sinh ngày 25 tháng 12 năm 1984 tại Juiz de Fora, Minas Gerais, Brazil) là một nữ hoàng sắc đẹp của Brazil.
Natalia đã vượt qua 26 thí sinh khác để đăng quang danh hiệu Hoa hậu Brazil vào ngày 14 tháng 4 năm 2007. Cô từng đăng quang danh hiệu Top Model of the World 2006 nhưng từ chối danh hiệu để tiếp tục tham dự cuộc thi Hoa hậu Hoàn vũ 2007 tổ chức tại Thành phố Mexico, Mexico. Kết quả chung cuộc, Natalia đã đoạt danh hiệu Á hậu 1, sau hoa hậu Nhật Bản Riyo Mori.
Natalia Guimaraes là hoa hậu có vẻ đẹp rất quyến rũ và sắc sảo, chính vì thế mà trong phần thi áo tắm cô về nhì với 9.560 điểm và trong phần thi dạ hội cô xếp đầu với 9.599 điểm. Natalia được đánh giá là một trong những ứng cử viên nặng ký cho vương miện hoa hậu hoàn vũ với một thể hình đẹp và khuôn mặt đậm chất Nam Mỹ.
Sau cuộc thi, Natalia đã bị nhiều người chỉ trích vì mọi người cho rằng cô không có tinh thần fairplay khi nghe người dẫn chương trình xướng tên mình là Á hậu 1, cô đã ngay lập tức bỏ đi trong khi Hoa hậu Hoàn vũ 2007 Riyo Mori đang cần cô chia sẻ niềm vui. Nhưng dù sao, Riyo Mori cũng đã rất xứng đáng cho vương miện và Nâtlia cũng là một niềm tự hào cho "Xứ sở Samba" với vai trò là một hoa hậu hoàn vũ Brazil và Á hậu 1 Hoa hậu hoàn vũ thế giới.